# اتندارف، اتریش
اتندارف، اتریش (به آلمانی: Altendorf, Austria) یک سکونتگاه مسکونی در اتریش است که در Neunkirchen District واقع شده‌است.